# Kailani Craine
Kailani Craine (Newcastle, New South Wales, Austrália, 13 de Agosto de 1998) é uma patinadora artística australiana. Ela foi campeã do Nebelhorn Trophy de 2017, vice-campeã da Warsaw Cup de 2016 e da Toruń Cup de 2015, além de ser hexacampeã nacional (2014-2019). Ela participou de oito finais do Mundial de Patinação Artística e ficou na 17ª posição do evento individual dos Jogos Olímpicos de Inverno de 2018. 
Atualmente, a atleta ocupa a 38ª posição no ranking feminino da ISU.

## Principais resultados
GP: Grand Prix; CS: Challenger Series; JGP: Junior Grand Prix
| Internacionais                                                | Internacionais | Internacionais | Internacionais | Internacionais | Internacionais | Internacionais | Internacionais | Internacionais | Internacionais | Internacionais | Internacionais | Internacionais |
| Competição                                                    | 10–11          | 11–12          | 12–13          | 13–14          | 14–15          | 15–16          | 16–17          | 17–18          | 18–19          | 19–20          | 20–21          | 21–22          |
| ------------------------------------------------------------- | -------------- | -------------- | -------------- | -------------- | -------------- | -------------- | -------------- | -------------- | -------------- | -------------- | -------------- | -------------- |
| Jogos Olímpicos                                               |                |                |                |                |                |                |                | 17ª            |                |                |                |                |
| Campeonato Mundial                                            |                |                |                |                |                | 27ª            | 24ª            | 17ª            | 36ª            | C              | 26ª            |                |
| Campeonato dos Quatro Continentes                             |                |                |                |                | 12ª            | 13ª            | 16ª            | 16ª            | 15ª            | 12ª            |                |                |
| GP Cup of China                                               |                |                |                |                |                |                |                |                |                | 10ª            |                |                |
| GP NHK Trophy                                                 |                |                |                |                |                |                |                |                | 12ª            | 10ª            |                |                |
| GP Skate Canada                                               |                |                |                |                |                |                |                | 10ª            |                |                |                |                |
| CS Asian Open                                                 |                |                |                |                |                |                |                | 3ª             |                | 4ª             |                |                |
| CS Autumn Classic                                             |                |                |                |                |                |                |                |                | 4ª             | 5ª             |                |                |
| CS Ice Challenge                                              |                |                |                |                |                | 7ª             |                |                |                |                |                |                |
| CS Nebelhorn                                                  |                |                |                |                |                | 8ª             |                | 1ª             |                |                |                | 7ª             |
| CS Ondrej Nepela                                              |                |                |                |                |                |                |                | 8ª             |                |                |                |                |
| CS Warsaw Cup                                                 |                |                |                |                |                |                | 2ª             |                | 2ª             | WD             |                |                |
| Jogos Asiáticos                                               |                |                |                |                |                |                | 5ª             |                |                |                |                |                |
| Cranberry Cup                                                 |                |                |                |                |                |                |                |                |                |                |                | 12ª            |
| Shanghai Trophy                                               |                |                |                |                |                |                |                | 5ª             |                |                |                |                |
| Slovenia Open                                                 |                |                |                |                |                |                |                | 2ª             |                |                |                |                |
| Toruń Cup                                                     |                |                |                |                | 2ª             |                |                |                |                |                |                |                |
| Volvo Open Cup                                                |                |                |                |                |                |                | 3ª             |                |                |                |                |                |
| International: Junior                                         |                |                |                |                |                |                |                |                |                |                |                |                |
| Campeonato Mundial Júnior                                     |                |                |                | 35ª            | 16ª            |                |                |                |                |                |                |                |
| JGP Estônia                                                   |                |                |                |                | 12ª            |                |                |                |                |                |                |                |
| JGP Eslováquia                                                |                |                |                | 21ª            |                |                |                |                |                |                |                |                |
| JGP Espanha                                                   |                |                |                |                |                | 8ª             |                |                |                |                |                |                |
| JGP Estados Unidos                                            |                |                |                |                |                | 12ª            |                |                |                |                |                |                |
| Cup of Nice                                                   |                |                | 23ª            |                |                |                |                |                |                |                |                |                |
| Ice Challenge                                                 |                |                | 17ª            |                |                |                |                |                |                |                |                |                |
| Lombardia Trophy                                              |                |                |                | 2ª             | 1ª             |                |                |                |                |                |                |                |
| Skate Down Under                                              |                |                |                | 1ª             |                |                |                |                |                |                |                |                |
| National                                                      |                |                |                |                |                |                |                |                |                |                |                |                |
| Campeonato Australiano                                        |                |                |                |                | 1ª             | 1ª             | 1ª             | 1ª             | 1ª             | 1ª             | C              |                |
| Campeonato Australiano Júnior                                 | 1ª N           | 4ª J           | 1ª J           | 1ª J           | 1ª J           | 1ª J           |                |                |                |                |                |                |
| Níveis: N = Novice; J = Junior; C = Cancelado; WD = Abandonou |                |                |                |                |                |                |                |                |                |                |                |                |

## Ligações Externas
- «Perfil de Kailani Craine» (em inglês). no site da União Internacional de Patinagem / Patinação (ISU)